# Камлен
Камле́н (фр. Camelin) — коммуна во Франции, находится в регионе Пикардия. Департамент коммуны — Эна. Входит в состав кантона Вик-сюр-Эн. Округ коммуны — Лан.
Код INSEE коммуны — 02140.

## Население
Население коммуны на 2010 год составляло 442 человека.
| 1962 | 1968 | 1975 | 1982 | 1990 | 1999 | 2010 |
| ---- | ---- | ---- | ---- | ---- | ---- | ---- |
| 326  | 334  | 389  | 402  | 401  | 424  | 442  |

## Экономика
В 2010 году среди 280 человек трудоспособного возраста (15—64 лет) 199 были экономически активными, 81 — неактивными (показатель активности — 71,1 %, в 1999 году было 67,4 %). Из 199 активных жителей работали 176 человек (97 мужчин и 79 женщин), безработных было 23 (9 мужчин и 14 женщин). Среди 81 неактивных 24 человека были учениками или студентами, 29 — пенсионерами, 28 были неактивными по другим причинам.